# Охара Кадзунорі
Кадзунорі Охара (яп. 小原 一典, Охара Кадзунорі, нар. 5 липня 1972, Фунабасі, Префектура Тіба, Японія) — японський футболіст та тренер.

## Життєпис
Народився 5 липня 1972 року в місті Фунабасі, префектура Тіба. Виступав за футбольну команду середній школі міста Фунабасі, потім вступи на юридичний факультет університету Доккіо, де також виступав за університетську футбольну команду.
Футбольну кар'єру розпочав 1996 року в молодіжній команді «Сока». У 1999 році він виїхав до Іспанії, щоб навчатися за кордоном, паралельно з цим грав у регіональних лігах, а також працював головним тренером та помічником тренера у чотирьох клубах, включаючи молодіжні команди. У 2003 році отримав ліцензію тренера Іспанської федерації футболу 3 рівня, а в 2004 році, після повернення до Японії, — тренерську ліцензію C Японської футбольної асоціації. З цього часу він обіймав посаду старшого тренера Фармацевтичної школи футболу «Оцука» U-13, «Токусіма Вортіс» U-18, Фукусіма Юнайтед та спортивного клубу «Джей-Вілледж» U-15.
У травні 2012 року очолив національну збірну Бутану, на цій посаді пропрацював до січня 2015 року. З березня 2015 року працював виконувачем обов'язки головного тренера національної збірної Камбоджі. Потім тренував юнацьку збірну цієї країни (U-19).